# Camartina
Camartina è una frazione del comune di Arquata del Tronto in provincia di Ascoli Piceno, nella regione Marche, e appartiene all'ente territoriale della Comunità montana del Tronto.
Il paese è uno dei centri abitati più piccoli del comune arquatano ed è noto per la pescosità dell'omonimo torrente che l'attraversa.

## Geografia fisica
Il borgo è stato costruito a 706 m s.l.m. tra le alture che si elevano sulla sinistra orografica del corso fiume Tronto. È circondato da fitti boschi di conifere alternati da prati ed aree pascolive destinate alla pastorizia.

Dista circa 30,5 km da Ascoli Piceno e 60,7 km dall'Adriatico,

### Torrente Camartina
Il centro urbano è attraversato dal corso del torrente che rientra nell'ambito del bacino idrografico del fiume Tronto di cui è affluente di sinistra. Le caratteristiche delle sue acque risultano idonee come habitat per salmonoidi.
I dati idraulici del corso d'acqua corrispondono a:
- portata 7,29 l s-1;
- profondità  media 0,15 m,
- velocità media0,02 m s-1;
- larghezza media 2,70 m.[5]

### Territorio
Il territorio della frazione si estende nell'Alta Valle del Tronto, all'interno dell'area naturale protetta del Parco nazionale dei Monti Sibillini. Si trova tra i paesi di Borgo ed Arquata del Tronto. Si raggiunge percorrendo la strada di Camartina dal bivio che si trova a Borgo, lungo la Strada Provinciale 129 che lo collega anche Trisungo. Il paese è attraversato dal tracciato del Sentiero europeo E1 nel territorio di Arquata.
La fauna che popola il suo circondario, come per il resto del comune di Arquata, è costituita da varie specie di animali selvatici tra i quali, il cinghiale, il picchio, il falco pellegrino, la lepre, il gatto selvatico, il tasso, lo scoiattolo, il riccio, l'istrice, il capriolo, la volpe e la donnola.

## Origini del nome
Il toponimo della frazione, è di probabile origine prediale.
Giulio Amadio, trova una possibile derivazione etimologica dalla parola «Camarte», intesa più come «Casa di Marte» dove Marte è inteso come nome proprio di persona anziché «Campus Martis» tradotto come «Campo di Marte».

## Storia
Il silenzio delle fonti documentali non consente di conoscere in modo approfondito particolari eventi che hanno scandito la storia di questo paese che ha seguito le vicissitudini di Arquata, rimanendo sempre assoggettato al suo dominio.

### Cronologia storica essenziale
- 1537 - Dalla Relazione della visita apostolica del vescovo Giovanni Battista Maremonti, avvenuta in questo anno, si apprende che a Camartina era già stata istituita la Confraternita del Corpus Domini.[9]
- 1827  - Nel Moto proprio della santità di nostro signore papa Leone XII sulla amministrazione pubblica esibito negli atti dell'Apollonj segretario di camera il giorno 21 decembre dell'anno 1827, Camartina è elencata come frazione di Arquata nel territorio delle Delegazione apostolica di Fermo ed Ascoli.[10]
- 1831 - Nel testo dell' Indice di tutti i luoghi dello Stato Pontificio colla indicazione della rispettiva Legazione o Delegazione in che sono compresi nel Distretto Governo e Comune da cui dipendono le Diocesi alle quali sono essi soggetti e coll'epilogo in fine dei Distretti e Governi di ciascuna Legazione o Delegazione desunto dall'ultimo riparto territoriale ripromesso coll'Editto del 5 luglio 1831 questo paese risulta come: «Frazione di Arquata soggetta a quel Governo: Distretto, Delegazione e Diocesi di Ascoli. Anime 83.»
- 1860 - Il 31 marzo, la chiesa ascolana, nell'ambito della «Dismembrationis et erectionis paroeciae», ossia smembrando ed eriggendo parrocchie nel territorio, nel testo Causae selectae in S. Congregatione Cardinalium Concilii Tridentini: interpretum propositae per summarium precum ab anno 1823 usque as annum 1869  ha menzionato il nome del paese.[11]
- 1936 - Pasquale Rotondi, Ispettore alla Soprintendenza all'Arte Medievale e Moderna di Ancona, ha dedicato parte della sua attenzione ai monumenti dell'Arquatano. Da un suo documento si conoscono alcuni dettagli dell'identità artistica del paese di Camartina. Lo storico annovera nei suoi scritti di aver visto nel centro abitato un portale architravato con il fregio di uno stemma datato 1725 ed, all'interno della stessa dimora, un camino risalente al 1686 e due coperture a cassettoni, ascrivibili alla stessa epoca. In un'altra casa ha trovato decorazioni di terracotta smaltata settecentesca sul portale di una finestra riferibile al XVI secolo.[12]

### Terremoto del Centro Italia del 2016 e del 2017
Il centro abitato è stato colpito dai terremoti avvenuti negli anni 2016 e 2017 che ne hanno causato la quasi completa distruzione. Non si sono registrate vittime a causa dei crolli degli edifici.

## Monumenti e luoghi d'interesse

### Chiesa di Sant'Emidio
Nella frazione esiste una sola chiesa dedicata a sant'Emidio. La costruzione dell'edificio consacrato risale al XIX secolo ed appartiene alla competenza parrocchiale della chiesa di Santissimo Salvatore di Arquata.

### Architetture militari
Nel paese vi era una delle torri di avvistamento della Rocca di Arquata.

## Infrastrutture e trasporti

### Strade
Il centro urbano è raggiungibile dalla Strada Provinciale 129 che lo collega alle frazioni di Borgo ed al capoluogo.